# Taktabáj
Taktabáj è un comune dell'Ungheria di 648 abitanti (dati 2001) . È situato nella contea di Borsod-Abaúj-Zemplén.